# ROH Final Battle
Pour les articles homonymes, voir Final Battle.
ROH Final Battle est un pay-per-view de la Ring of Honor (ROH) disponible uniquement en paiement à la séance. La première édition de cet évènement eut lieu en 2002. Douze éditions ont eu lieu depuis sa création et se déroule chaque année au mois de décembre et est par conséquent le dernier PPV de l'année. Au même titre que Wrestlemania pour la WWE, que Wrestle Kingdom pour la NJPW ou que Bound for Glory pour la TNA, Final Battle est considéré comme l'évènement le plus important de la fédération. 
Ce show est disponible via internet depuis 2009 et se déroule chaque année à New York depuis 2006. Depuis 2014, ce spectacle est diffusé en direct en paiement à la séance sur le câble et le satellite. Pour le spectacle de 2015, la fédération retourne à Philadelphie dans la fameuse 2300 Arena.

## Historique
| Événement                   | Date             | Lieu                               | Ville                      | Spectateurs | Événement principal |
| --------------------------- | ---------------- | ---------------------------------- | -------------------------- | ----------- | --- |
| Final Battle 2002           | 28 décembre 2002 | Murphy Recreation Center           | Philadelphie, Pennsylvanie | 500         | Bryan Danielson vs. Low Ki vs. Samoa Joe vs. Steve Corino dans un Fatal Four Way match pour le ROH Number One Contender's Trophy |
| Final Battle 2003           | 27 décembre 2003 | Pennsylvania National Guard Armory | Philadelphie, Pennsylvanie | 1 500       | The Prophecy (Christopher Daniels & Dan Maff) vs. The Great Muta & Arashi pour les AJPW World Tag Team Championship |
| Final Battle 2004           | 26 décembre 2004 | Pennsylvania National Guard Armory | Philadelphie, Pennsylvanie | 700         | Samoa Joe (c) vs. Austin Aries pour le ROH World Championship |
| Final Battle 2005           | 17 décembre 2005 | Inman Sports Center                | Edison, New Jersey         | 600         | KENTA (c) vs. Low Ki pour le GHC Junior Heavyweight Championship |
| Final Battle 2006           | 23 décembre 2006 | Manhattan Center                   | Manhattan, New York        | 1 300       | Bryan Danielson (c) vs. Homicide pour le ROH World Championship |
| Final Battle 2007           | 30 décembre 2007 | Manhattan Center                   | Manhattan, New York        | 1 000       | The Briscoe Brothers (Jay Briscoe & Mark Briscoe) (c) vs. The Age of the Fall (Jimmy Jacobs & Tyler Black) pour les ROH World Tag Team Championship |
| Final Battle 2008           | 27 décembre 2008 | Hammerstein Ballroom               | Manhattan, New York        | 750         | Bryan Danielson vs. Takeshi Morishima dans un Fight Without Honor match |
| Final Battle 2009           | 19 décembre 2009 | Manhattan Center                   | Manhattan, New York        | 1 300       | Austin Aries (c) vs. Tyler Black pour le ROH World Championship |
| Final Battle 2010           | 18 décembre 2010 | Manhattan Center                   | Manhattan, New York        | 1 300       | El Generico vs. Kevin Steen dans un Fight Without Honor match sans sanction avec stipulation Generico's mask or Steen's ROH career, |
| Final Battle 2011           | 23 décembre 2011 | Hammerstein Ballroom               | Manhattan, New York        | 1 500       | Davey Richards (c) vs. Eddie Edwards (avec Dan Severn) pour le ROH World Championship |
| Final Battle 2012: Doomsday | 16 décembre 2012 | Hammerstein Ballroom               | Manhattan, New York        | 1 400       | Kevin Steen (c) vs. El Generico dans un Ladder War IV match pour le ROH World Championship |
| Final Battle 2013           | 14 décembre 2013 | Hammerstein Ballroom               | Manhattan, New York        | 2 100       | Adam Cole (c) vs. Michael Elgin vs. Jay Briscoe dans un Triple Threat match pour le ROH World Championship |
| Final Battle 2014           | 7 décembre 2014  | Terminal 5                         | Manhattan, New York        | 1 400       | Jay Briscoe (c) vs. Adam Cole dans un Fight Without Honor match pour le ROH World Championship |
| Final Battle 2015           | 18 décembre 2015 | 2300 Arena                         | Philadelphie, Pennsylvanie | 1 300       | Jay Lethal (c) vs. A.J. Styles pour le ROH World Championship, |
| Final Battle 2016           | 2 décembre 2016  | Hammerstein Ballroom               | Manhattan, New York        | 1 800       | Kyle O'Reilly (c) vs. Adam Cole pour le ROH World Championship |
| Final Battle 2017           | 15 décembre 2017 | Hammerstein Ballroom               | Manhattan, New York        | 1 800       | Cody (c) vs. Dalton Castle pour le ROH World Championship. |
| Final Battle 2018           | 14 décembre 2018 | Hammerstein Ballroom               | Manhattan, New York        | 1 800       | SoCal Uncensored (Frankie Kazarian et Scorpio Sky) (c) vs. The Briscoe Brothers (Jay Briscoe et Mark Briscoe) vs. The Young Bucks (Nick Jackson et Matt Jackson) dans un Three Way Ladder War Tag Team match pour les ROH World Tag Team Championship. |
| Final Battle 2019           | 13 décembre 2019 | 2300 Arena                         | Philadelphie, Pennsylvanie |             | Rush (c) vs. PCO pour le ROH World Championship. |
| Final Battle 2020           | 18 décembre 2020 | UMBC Event Center                  | Baltimore, Maryland        | 0           | Rush (c) vs. Brody King pour le ROH World Championship. |
| Final Battle 2021           | 11 décembre 2021 | UMBC Event Center                  | Baltimore, Maryland        |             | Jonathan Gresham contre Jay Lethal pour le ROH World Championship vacant. |
| Final Battle 2022           | 10 décembre 2022 | College Park Center                | Arlington, Texas           |             | Chris Jericho (c) contre Claudio Castagnoli pour le ROH World Championship |

## Statistiques
- Titres mondiaux de la ROH remportés
  - Homicide (1 fois : 2006)
  - Austin Aries (1 fois : 2004)
  - Adam Cole (1 fois : 2016)
  - Dalton Castle (1 fois : 2017)
  - PCO (1 fois : 2019)

- Participations

- Nombre de participations au main-event
  - Jay Briscoe (4 fois : 2007, 2013, 2014 et 2018)
  - Bryan Danielson (3 fois : 2002, 2006 & 2008)
  - Adam Cole (3 fois : 2013, 2014 & 2016)
  - Samoa Joe (2 fois : 2002 & 2004)
  - Low-Ki (2 fois : 2002 & 2005)
  - Austin Aries (2 fois : 2004 & 2009)
  - Tyler Black (2 fois : 2007 & 2009)
  - Kevin Steen (2 fois : 2010 & 2012)
  - El Generico (2 fois : 2010 & 2012)
  - Mark Briscoe (2 fois : 2007 & 2018)

- Matchs les plus longs

| Rang | Match                                                              | Durée | Année             | Notes                                                               |
| ---- | ------------------------------------------------------------------ | ----- | ----------------- | ------------------------------------------------------------------- |
| 1    | Austin Aries contre Tyler Black                                    | 60:00 | Final Battle 2009 | Pour le ROH World Championship.                                     |
| 2    | Bryan Danielson contre Samoa Joe contre Low-Ki contre Steve Corino | 45:00 | Final Battle 2002 | Pour le Number One Contender Trophy.                                |
| 3    | Davey Richards contre Eddie Edwards                                | 41:21 | Final Battle 2011 | Pour le ROH World Championship.                                     |
| 4    | Adam Cole contre Jay Briscoe contre Michael Elgin                  | 33:54 | Final Battle 2013 | Pour le ROH World Championship.                                     |
| 5    | Kevin Steen contre El Generico                                     | 31:14 | Final Battle 2010 | Dans un Unsanctioned Mask vs. ROH Career Fight Without Honor match. |
| 6    | Bryan Danielson contre Homicide                                    | 30:36 | Final Battle 2006 | Pour le ROH World Championship.                                     |
| 7    | Roderick Strong contre Davey Richards                              | 30:30 | Final Battle 2010 | Pour le ROH World Championship                                      |

- Records d'affluence
  - Final Battle 2013 : 2100 spectateurs
  - Final Battle 2016 : 1800 spectateurs
  - Final Battle 2017 : 1800 spectateurs
  - Final Battle 2018 : 1800 spectateurs
  - Final Battle 2003 : 1500 spectateurs
  - Final Battle 2011 : 1500 spectateurs